# Lettische Fußballnationalmannschaft der Frauen
Die lettische Fußballnationalmannschaft der Frauen repräsentiert den baltischen Staat Lettland im internationalen Frauenfußball. Die Nationalmannschaft ist dem lettischen Fußballverband unterstellt und wird von Romāns Kvačovs trainiert.
Bis heute konnte sich die Mannschaft für kein internationales Turnier qualifizieren, nahm aber auch nicht immer an den Qualifikationen teil. Die beste Platzierung in der FIFA-Weltrangliste war Platz 61, der zwischen Dezember 2004 und Mai 2006 mehrmals belegt wurde. Danach rutschte Lettland in der Rangliste deutlich ab. Bisher gelangen laut lettischem Verband nur 17 Siege, sieben davon jeweils mit einem Tor Unterschied. Der erste Sieg mit zwei Toren Unterschied gelang am 8. Juli 1997 gegen den Nachbarn Litauen. Die meisten Spiele wurden gegen die baltischen Nachbarn Estland und Litauen ausgetragen. Bisher gab es noch keine Spiele gegen Deutschland, Österreich und die Schweiz.
In der Vorqualifikation für die EM 2013 belegte das Team beim Turnier in Mazedonien den letzten Gruppenplatz.

## Turnierbilanz

### Weltmeisterschaft
| - 1991: Keine Teilnahme, da Teil der Sowjetunion, die aber auch nicht teilnahm - 1995: nicht qualifiziert - 1999: nicht teilgenommen - 2003: nicht teilgenommen - 2007: nicht teilgenommen - 2011: nicht teilgenommen - 2015: nicht qualifiziert - 2019: nicht qualifiziert - 2023: nicht qualifiziert |

### Europameisterschaft
| - 1984 - 1991: Keine Teilnahme, da Teil der Sowjetunion, die aber auch nicht teilnahm - 1993: nicht teilgenommen - 1995: nicht qualifiziert - 1997: nicht teilgenommen - 2001: nicht teilgenommen - 2005: nicht teilgenommen - 2009: nicht qualifiziert - 2013: nicht qualifiziert - 2017: nicht qualifiziert - 2022: nicht qualifiziert - 2025: nicht qualifiziert |

### Olympische Spiele
Die Qualifikation erfolgte bis 2020 über die WM-Endrunde, ab 2024 über die UEFA Women’s Nations League.
| - 1996: nicht qualifiziert - 2000: nicht teilgenommen - 2004: nicht teilgenommen - 2008: nicht teilgenommen | - 2012: nicht teilgenommen - 2016: nicht qualifiziert - 2021: nicht qualifiziert - 2024: Keine Möglichkeit sich zu qualifizieren |

### Nations League
- 2023/24: Liga C1 – 2. Platz, Play-Off gegen die Slowakei verloren
- 2025: Liga C6 – 1. Platz, Aufstieg in Liga B für die Qualifikation zur WM 2027

## Spiele gegen Nationalmannschaften deutschsprachiger Länder
Alle Ergebnisse aus lettischer Sicht.

### Deutschland
Bisher gab es noch keine Spiele gegen die deutsche Fußballnationalmannschaft der Frauen.

### Schweiz
Bisher gab es noch keine Spiele gegen die Schweizer Auswahl.

### Österreich
Österreich war erstmals Gegner in der Qualifikation für die WM 2023.
| Datum              | Ort        | Ergebnis | Anlass           |
| 17. September 2021 | Liepāja    | 1:8      | WM-Qualifikation |
| 12. April 2022     | Österreich | 0:8      | WM-Qualifikation |